# Leptogryllus deceptor
Leptogryllus deceptor је инсект из реда Orthoptera и фамилије Gryllidae.

## Угроженост
Ова врста је скоро изумрла, и нису познати слободни живи примерци.

## Распрострањење
Врста је била присутна на подручју Хавајских острва.

## Станиште
Врста је живела на копну.